# سونیا رابرتسون
سونیا رابرتسون (انگلیسی: Sonia Robertson؛ زادهٔ ۲ ژوئن ۱۹۴۷) بازیکن هاکی روی چمن اهل زیمبابوه بود.
وی به‌همراه تیم ملی هاکی روی چمن زنان زیمبابوه به مدال طلا بازی‌های المپیک تابستانی ۱۹۸۰ رسیده‌است.

## مشخصات
سونیا رابرتسون بازیکن سابق هاکی روی زمین از زیمبابوه است. او عضوی از تیم ملی بود که در بازی‌های المپیک تابستانی ۱۹۸۰ در مسکو مدال طلا را از آن خود کرد. خواهر دوقلوی یکسان او ساندرا چیک یکی از هم تیمی‌های او در پایتخت اتحاد جماهیر شوروی بود و هر دو اولین مدال‌های طلای دوقلو در هاکی هستند.